# Gora Kyzylagyn
Gora Kyzylagyn (ryska: Гора Кызылагын) är ett berg i Kirgizistan. Det ligger i den sydvästra delen av landet, 400 km söder om huvudstaden Bisjkek. Toppen på Gora Kyzylagyn är 6 646 meter över havet, eller 709 meter över den omgivande terrängen. Bredden vid basen är 6,0 km.
Terrängen runt Gora Kyzylagyn är huvudsakligen bergig, men åt sydost är den kuperad.  Trakten runt Gora Kyzylagyn är nära nog obefolkad, med mindre än två invånare per kvadratkilometer. Det finns inga samhällen i närheten. Trakten runt Gora Kyzylagyn är permanent täckt av is och snö.